# 울산광역시의 행정 구역
울산광역시의 행정 구역은 4구 1군, 6읍 6면 43동(행정동)으로 구성되어 있다. 울산광역시의 면적은 1,060.19km2이며, 인구는 2013년 12월 31일을 기준으로 461,595세대, 1,178,907명이다.

## 개요
| 자치구·군  | 한자       | 면적 (km2) | 세대    | 인구 (명) | 지도 |
| ---------- | ---------- | ---------- | ------- | --------- | ---- |
| 중구       | 中區       | 37.00      | 95,564  | 239,424   |      |
| 남구       | 南區       | 72.70      | 134,148 | 335,674   |      |
| 동구       | 東區       | 36.03      | 67,018  | 170,065   |      |
| 북구       | 北區       | 157.34     | 79,257  | 214,607   |      |
| 울주군     | 蔚州郡     | 757.12     | 89,289  | 220,588   |      |
| 울산광역시 | 蔚山廣域市 | 1,060.7    | 457,950 | 1,165,317 |      |

## 연혁
- 신라시대 울산 지역에는 모화군(毛火郡, 경주시 외동읍 모화리)의 두 영현인 굴아화현(屈阿火縣, 울주군 범서읍 굴화리)와 율포현(栗浦縣, 북구 강동동), 생서량군(生西良郡, 울주군 서생면)의 영현인 우화현(于火縣, 울주군 웅촌면)이 있었다.
- 757년 전국의 행정 구역을 중국식 명칭으로 변경하면서 모화군을 임관군(臨關郡)으로, 굴아화현을 하곡현(河曲縣)으로, 율포현을 동진현(東津縣)으로, 생서량군을 동안군(東安郡)으로, 우화현을 우풍현(虞風縣)으로 각각 개칭하였다.
- 940년 하곡현, 우풍현, 동진현을 통합하여 흥려부(興麗府, 또는 흥례부(興禮府))로 승격하고, 임관군과 동안군은 현으로 격하되어 경주에 편입되었다. 동안현은 이후에 흥려부, 또는 울주에 편입된다.
- 995년 흥려부를 공화현(恭化縣)으로 격하하고, 별호를 학성(鶴城)이라 하였다.
- 1018년 공화현이 울주(蔚州)로 승격하고 헌양현, 동래현, 기장현을 속현으로 두었다.
- 1143년 헌양현이 언양현(彦陽縣)으로 개칭하면서 주현으로 승격하여 울주에서 분리되었다.
- 1304년 기장현이 양주(梁州)의 속현으로 편입되었다.
- 1405년 동래현이 주현으로 승격하여 울주에서 분리되었다.
- 1413년 울주를 울산군(蔚山郡)으로 개칭하였다.
- 1598년 울산군을 울산도호부(蔚山都護府)로 승격하였다.
- 1599년 언양현이 폐지되어 울산도호부에 편입되었다. 같은 해 기장현이 폐지되어 북부지역(현재의 장안읍, 일광읍, 정관읍 지역)이 울산도호부에 편입되어 하미면이 설치되었다.
- 1612년 언양현이 다시 설치되었다.
- 1653년 하미면을 기장현에 환원하였다. 1660년에 다시 편입하였다가 1681년에 완전히 기장현에 환원하였다.
- 1895년 23부제가 시행되면서 동래부(東萊府) 울산군, 언양군이 되었다.
- 1896년 13도제 시행으로 경상남도 울산군, 언양군이 되었다.
- 1906년 울산군 웅상면, 외남면을 양산군에 편입하고, 경주군 외남면을 두북면(斗北面)으로 개칭하여 울산군에 편입하였다. 웅하면을 웅촌면(熊村面)으로 개칭하였다.
- 1910년 10월 1일 두북면을 두동면(斗東面), 두서면(斗西面)으로 분면하였다.
  - 울산군(19면) - 상부면(上府面), 하부면(下府面), 내상면(內廂面), 강동면(江東面), 동면(東面), 농동면(農東面), 농서면(農西面), 현북면(峴北面), 현남면(峴南面), 내현면(內峴面), 범서면(凡西面), 청량면(靑良面), 온산면(溫山面), 온남면(溫南面), 온북면(溫北面), 서생면(西生面), 웅촌면(熊村面), 두동면(斗東面), 두서면(斗西面)
  - 언양군(6면) - 상북면(上北面), 중북면(中北面), 하북면(下北面), 상남면(上南面), 중남면(中南面), 삼동면(三同面)
- 1912년 4월 1일 양산군 외남면을 울산군에 편입(환원)하였다.[2]
- 1914년 3월 1일 언양군을 울산군에 편입하였다.(25면)
- 1914년 4월 1일 상부면과 내현면을 부내면(府內面)으로, 하부면과 내상면을 하상면(下廂面)으로, 농동면과 농서면을 농소면(農所面)으로, 현북면과 현남면을 대현면(大峴面)으로, 온남면과 온북면을 온양면(溫陽面)으로, 상북면과 중북면을 언양면(彦陽面)으로 합면하였다.(19면)

| 도령 제2호                 |             |
| 구 행정구역                | 신 행정구역 |
| 울산군 상부면, 내현면      | 부내면 일원 |
| 울산군 농동면, 농서면      | 농소면 일원 |
| 울산군 하상면, 내상면      | 하상면 일원 |
| 울산군 현남면, 현북면      | 대현면 일원 |
| 울산군 청량면 일부         | 청량면 일원 |
| 울산군 온산면, 청량면 일부 | 온산면 일원 |
| 울산군 온남면, 온북면      | 온양면 일원 |
| 울산군 외남면, 서생면      | 서생면 일원 |
| 언양군 상북면, 중북면      | 언양면 일원 |
| 언양군 상남면              | 상남면 일원 |
| 언양군 중남면              | 중남면 일원 |
| 언양군 삼동면              | 삼동면 일원 |
| 언양군 하북면              | 하북면 일원 |
- 1917년 10월 1일 부내면을 울산면(蔚山面)으로 개칭하였다.
- 1926년 4월 1일 상남면과 하북면을 상북면(上北面)으로 합면하였다.(18면)
- 1931년 4월 1일 동면을 방어진면(方魚津面)으로 개칭하였다.
- 1931년 11월 1일 울산면을 울산읍으로 승격하였다.(1읍 17면)
- 1933년 1월 1일 중남면과 삼동면을 삼남면(三南面)으로 합면하였다.(1읍 16면)
- 1937년 7월 1일 방어진면을 방어진읍으로 승격하였다.(2읍 15면)
- 1945년 4월 1일 대현면이 울산읍에 편입되어 대현출장소가 설치되었다.(2읍 14면 1출장소)
- 1946년 1월 1일 울산읍 대현출장소를 대현면으로 환원하였다.(2읍 15면)
- 1962년 6월 1일 울산읍, 방어진읍, 하상면, 대현면 일원과 농소면 화봉리, 송정리, 청량면 두왕리, 범서면 무거리, 송정리를 관할로 울산시를 설치하고, 울산군을 울주군으로 개칭하였다.(시-3출장소 53법정동, 군-13면)

| 개편 전                      | 개편 후                                  |
| ---------------------------- | ---------------------------------------- |
| 울산군 울산읍 일원           | 울산시 중앙출장소 (1963년 11월 1일 설치) |
| 울산군 청량면 두왕리         | 울산시 중앙출장소 (1963년 11월 1일 설치) |
| 울산군 범서면 무거리, 다운리 | 울산시 중앙출장소 (1963년 11월 1일 설치) |
| 울산군 하상면 일원           | 울산시 병영출장소                        |
| 울산군 농소면 화봉리, 송정리 | 울산시 병영출장소                        |
| 울산군 대현면 일원           | 울산시 장생포출장소                      |
| 울산군 방어진읍 일원         | 울산시 방어진출장소                      |
| 울산군(울산시 관할구역 제외) | 울주군                                   |
- 1972년 10월 1일 53개 법정동을 31개 행정동으로 개편하였다.(4출장소 31동)

| 개편 전 | 개편 후                                                                                               |
| --- | --- |
| 울산시 학성동, 복산동, 북정동, 성안동, 옥교동, 학산동, 성남동, 교동, 우정동, 태화동, 유곡동, 다운동, 무거동, 옥동, 두왕동, 신정동, 달동, 삼산동(중앙출장소) | 울산시 학성동, 복산동, 북정동, 옥교동, 성남동, 우정동, 태화동, 무거동, 옥동, 신정동, 달동(중앙출장소) |
| 울산시 여천동, 야음동, 선암동, 상개동, 부곡동, 고사동, 황성동, 성암동, 용연동, 남화동, 용잠동, 장생포동, 매암동(장생포출장소)                               | 울산시 여천동, 야음동, 선암동, 부곡동, 황성동, 용연동, 용잠동, 장생포동, 매암동(장생포출장소)         |
| 울산시 남외동, 동동, 서동, 장현동, 약사동, 진장동, 명촌동, 효문동, 연암동, 양정동, 송정동, 화봉동, 반구동(병영출장소)                                       | 울산시 병영동, 약사동, 진장동, 효문동, 염포동, 송정동(병영출장소)                                     |
| 울산시 방어동, 일산동, 화정동, 전하동, 미포동, 동부동, 서부동, 주전동, 염포동(방어진출장소)                                                                 | 울산시 방어동, 일산동, 전하동, 남목동, 주전동(방어진출장소)                                           |
- 1976년 4월 20일 중앙출장소, 병영출장소, 장생포출장소를 폐지하였다.(1출장소 31동)
- 1977년 11월 1일 신정동을 신정1,2동으로 분동하고, 용잠동을 장생포동에 편입하였다.
- 1979년 1월 1일 남목동을 남목1,2동으로 분동하였다.(1출장소 32동)
- 1979년 5월 1일 신정1동을 신정1,3동으로, 야음동을 야음1,2동으로, 염포동을 염포1,2동으로 분동하였다.(1출장소 35동)
- 1982년 9월 1일 학성동을 학성동,반구동으로, 신정2동을 신정2,4동으로 분동하였다.(1출장소 37동)
- 1983년 5월 1일 염포1동을 양정동으로, 염포2동을 염포동으로 개칭하였다.
- 1983년 10월 1일 전하동을 전하1,2동으로 분동하였다.(1출장소 38동)
- 1985년 7월 15일 울산시 구제(區制)가 실시되어 태화강을 경계로 중구와 남구가 설치되고, 방어진출장소가 중구에 편입되었다.(2구 1출장소 38동)

| 개편 전 | 개편 후 |
| --- | --- |
| 울산시 학성동, 반구동, 복산동, 북정동, 옥교동, 성남동, 우정동, 태화동, 병영동, 약사동, 진장동, 효문동, 양정동, 염포동, 송정동, 신정1동, 신정2동, 신정3동, 신정4동, 달동, 무거동, 옥동, 야음1동, 야음2동, 선암동, 부곡동, 황성동, 용연동, 장생포동, 매암동 | 울산시 중구 학성동, 반구동, 복산동, 북정동, 옥교동, 성남동, 우정동, 태화동, 병영동, 약사동, 진장동, 효문동, 양정동, 염포동, 송정동     |
| 울산시 학성동, 반구동, 복산동, 북정동, 옥교동, 성남동, 우정동, 태화동, 병영동, 약사동, 진장동, 효문동, 양정동, 염포동, 송정동, 신정1동, 신정2동, 신정3동, 신정4동, 달동, 무거동, 옥동, 야음1동, 야음2동, 선암동, 부곡동, 황성동, 용연동, 장생포동, 매암동 | 울산시 남구 신정1동, 신정2동, 신정3동, 신정4동, 달동, 무거동, 옥동, 야음1동, 야음2동, 선암동, 부곡동, 황성동, 용연동, 장생포동, 매암동 |
| 울산시 방어동, 일산동, 전하1동, 전하2동, 남목1동, 남목2동, 주전동(방어진출장소) | 울산시 중구 방어동, 일산동, 전하1동, 전하2동, 남목1동, 남목2동, 주전동(방어진출장소)                                                   |
- 1988년 1월 1일 방어진출장소를 동구로 승격하였다.(3구)
- 1991년 1월 1일 울주군을 울산군(蔚山郡)으로 명칭을 환원하였다.
- 1995년 1월 1일 울산시와 울산군을 도농복합시인 울산시로 통합하고, 종전의 울산군 지역을 관할로 울주구를 설치하였다.
- 1997년 7월 15일 경상남도 울산시가 울산광역시로 승격하였다. 중구 일부와 종전의 울주구 농소읍, 강동면을 관할로 북구를 설치하고, 울주구 중 남은 지역을 관할로 울주군을 설치하였다.(4구 1군)